# Vitropression

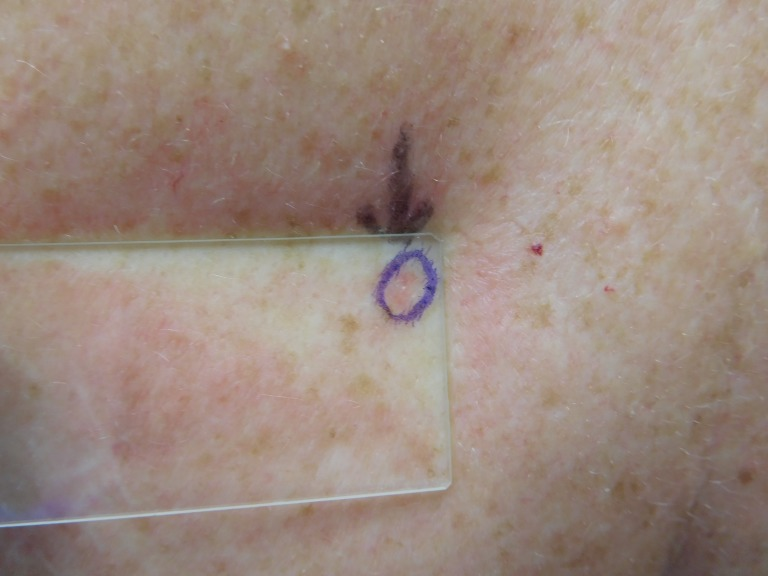
Diascopie d'un carcinome basocellulaire à points rouges au milieu du dos gauche d'une femme de 74 ans.

La vitropression est un test utilisé en dermatologie qui consiste à appuyer sur une lésion de la peau avec une lame de verre transparente, plate ou légèrement bombée, et de chasser ainsi le sang des vaisseaux de la zone comprimée.
Les lésions disparaissant à la vitropression sont secondaires à une anomalie de la circulation dans les micro vaisseaux. Le plus classique étant l'érythème, ou encore l'angiome stellaire qui disparaît à la vitropression et réapparaît de façon centrifuge, à partir d'un point central, lorsqu'on relâche la pression.
Les lésions ne disparaissant pas à la vitropression sont secondaires à une sortie des globules rouges hors des vaisseaux capillaires (extravasation). Par exemple le purpura (et la dermite ocre) ou la tache rubis persistent à la vitropression.
D'autres lésions dermatologiques changent de couleur et deviennent jaunâtres sous l’effet de la pression :
- dans la tuberculose, la vitropression met en évidence en périphérie de la lésion, la lésion élémentaire : le lupome (grain jaune, translucide et mou) ;
- dans la sarcoïdose, la vitropression met en évidence la lésion élémentaire, de teinte jaunâtre, en grains séparés.